# ロッキン・アット・ザ・ホップス
『ロッキン・アット・ザ・ホップス』（Rockin' at the Hops）は、チャック・ベリーが1960年に発表した4作目のスタジオ・アルバム。

## 解説
1959年から1960年にかけてリリースされたシングルA面/B面曲8曲と、本作が初出の「ダウン・ザ・ロード・アピース」、「コンフェッシン・ザ・ブルース」、「ベティ・ジーン」、「ドリフティング・ブルース」から成る。アメリカ国外では『Rockin' with Chuck』というタイトルで発売された。「ダウン・ザ・ロード・アピース」は、ウィル・ブラッドリー・トリオが1940年にシングル・ヒットさせた曲のカヴァーで、ローリング・ストーンズのアルバム『ザ・ローリング・ストーンズ No.2』（1965年）には、ベリーのヴァージョンに基づいたカヴァーが収録された。
Bruce Ederはオールミュージックにおいて5点満点中3.5点を付け「『ロッキン・アット・ザ・ホップス』は捨て曲がないだけでなく、当時は十分に顧みられてこなかったベリーのブルージーな一面が、レコード全体に詰め込まれている」と評している。

## 収録曲
特記なき楽曲はチャック・ベリー作。6.はインストゥルメンタル。
1. バイ・バイ・ジョニー "Bye Bye Johnny" – 2:06
2. ウォリード・ライフ・ブルース "Worried Life Blues" (Big Maceo Merriweather) – 2:11
3. ダウン・ザ・ロード・アピース "Down the Road a Piece" (Don Raye) – 2:13
4. コンフェッシン・ザ・ブルース "Confessin' the Blues" (Jay McShann, Walter Brown) – 2:09
5. トゥー・プープト・トゥ・ポップ "Too Pooped to Pop" (Billy Davis) – 2:35
6. マッド・ラッド "Mad Lad" – 2:09
7. アイ・ガット・トゥ・ファインド・マイ・ベイビー "I Got to Find My Baby" – 2:15
8. ベティ・ジーン "Betty Jean" – 2:28
9. チャイルドフッド・スウィートハート "Childhood Sweetheart" – 2:44
10. ブロークン・アロー "Broken Arrow" – 2:22
11. ドリフティング・ブルース "Driftin' Blues" (Eddie Williams, Johnny Moore, Charles Brown) – 2:19
12. レット・イット・ロック "Let It Rock" – 1:44

### 2010年再発CD (UICY-94627) ボーナス・トラック
2017年再発盤(UICY-78360)も同様の内容となっている。
1. オールモスト・グロウン（テイク14） "Almost Grown (Take 14)"
2. オールモスト・グロウン（テイク28） "Almost Grown (Take 28)"
3. ブルー・オン・ブルー（オルタネイトA/K/Aアップチャック） "Blue on Blue (Alternate)"
4. ブルー・オン・ブルー（インストゥルメンタル） "Blue on Blue (Instrumental)"
5. ベティ・ジーン（オルタネイト・テイク14） "Betty Jean (Alternate Take14)"
6. ベティ・ジーン（オルタネイト・テイク17） "Betty Jean (Alternate Take17)"
7. カウンティ・ライン "County Line"
8. チャイルドフッド・スウィートハート（オルタネイト） "Childhood Sweetheart (Alternate)"
9. ワン・オクロック・ジャンプ（インストゥルメンタル） "One O'Clock Jump (Instrumental)"
10. アイ・ジャスト・ウォント・トゥ・メイク・ラヴ・トゥ・ユー（テイク3） "I Just Want to Make Love to You (Take 3)"
11. ブロークン・アロー（テイク21） "Broken Arrow (Take 21)"
12. レット・イット・ロック（オルタネイト・テイク） "Let It Rock (Alternate Take)"
13. トゥー・プープト・トゥ・ポップ（テイク4A） "Too Pooped to Pop (Take 4A)" (B. Davis)
14. セイ・ユール・ビー・マイン（エクアドルス） "Say You'll Be Mine"
15. レット・ミー・スリープ・ウーマン（エクアドルス） "Let Me Sleep Woman"